# Championnat du Lesotho de football 2022-2023
Navigation
Édition précédente Édition suivante
La saison 2022-2023 du Championnat du Lesotho de football est la cinquante-troisième édition du championnat de première division au Lesotho. Les seize équipes engagées sont regroupées au sein d'une poule unique où elles affrontent deux fois leurs adversaires, à domicile et à l'extérieur. En fin de saison, les deux derniers du classement sont relégués et remplacés par les deux meilleurs clubs de deuxième division.
Le Matlama FC est le tenant du titre, en fin de saison le Bantu FC remporte le championnat.

## Déroulement de la saison
Le FC Kick 4 Life se retire de la compétition en fin de saison 2020-2022, pour se consacrer au football féminin et jeunes, les deux deuxièmes des deux groupes de la deuxième division s'opposent dans un play-off le 18 septembre, soit lors de la première journée du championnat, pour déterminer le troisième promu qui remplacera Kick 4 Life. Le club Naughty Boys remporte ce play-off et est promu en première division.
Le championnat 2022-2023 commence le 17 septembre 2022.

## Participants
- Lesotho Defence Force FC
- Naughty Boys - Promu de D2
- Lesotho Correctional Services
- Matlama FC
- Linare FC
- LMPS FC
- Lioli FC
- Bantu FC
- Liphakoe FC
- Lijabatho
- Lifofane
- Swallows Mazenod FC
- Manonyane FC
- CCX FC
- Galaxy - Promu de D2
- Machokha - Promu de D2

## Compétition

### Classement
Le classement est établi sur le barème de points classique : victoire à 3 points, match nul à 1, défaite à 0.
| Rang | Équipe                        | Pts | J  | G  | N  | P  | Bp | Bc | Diff |
| ---- | ----------------------------- | --- | -- | -- | -- | -- | -- | -- | ---- |
| 1    | Bantu FC                      | 68  | 30 | 21 | 5  | 4  | 57 | 13 | +44  |
| 2    | Linare FC                     | 63  | 30 | 19 | 6  | 5  | 48 | 16 | +32  |
| 3    | Lesotho Defence Force FC      | 62  | 30 | 19 | 5  | 6  | 47 | 23 | +24  |
| 4    | LMPS FC                       | 58  | 30 | 17 | 7  | 6  | 40 | 17 | +23  |
| 5    | Lesotho Correctional Services | 56  | 30 | 16 | 8  | 6  | 56 | 19 | +37  |
| 6    | Matlama FC T                  | 56  | 30 | 17 | 5  | 8  | 48 | 27 | +21  |
| 7    | Lijabatho                     | 49  | 30 | 13 | 10 | 7  | 32 | 17 | +15  |
| 8    | Lioli FC                      | 42  | 30 | 11 | 9  | 10 | 31 | 28 | +3   |
| 9    | Liphakoe FC                   | 40  | 30 | 11 | 7  | 12 | 33 | 39 | -6   |
| 10   | Machokha P                    | 36  | 30 | 10 | 6  | 14 | 30 | 51 | -21  |
| 11   | Manonyane FC                  | 34  | 30 | 8  | 10 | 12 | 26 | 33 | -7   |
| 12   | Lifofane                      | 31  | 30 | 7  | 10 | 13 | 24 | 34 | -10  |
| 13   | CCX FC                        | 21  | 30 | 5  | 6  | 19 | 19 | 53 | -34  |
| 14   | Naughty Boys P                | 21  | 30 | 6  | 3  | 21 | 19 | 74 | -55  |
| 15   | Swallows Mazenod FC           | 16  | 30 | 3  | 7  | 20 | 19 | 53 | -34  |
| 16   | Galaxy P                      | 12  | 30 | 2  | 6  | 22 | 15 | 47 | -32  |

|  | Qualification pour la Ligue des champions de la CAF 2023-2024                           |
|  | Relégation directe                                                                      |
|  | T : Tenant du titre C : Vainqueur de la Coupe du Lesotho P : Promu de deuxième division |

## Bilan de la saison
| Championnat du Lesotho de football 2022-2023                        |                     |
| Champion                                                            | Bantu FC (5e titre) |
| Qualifications continentales                                        |                     |
| Ligue des champions de la CAF 2023-2024                             | Bantu FC            |
| Coupe de la confédération 2023-2024                                 | aucun               |
| Promotions et relégations                                           |                     |
| Promus en Championnat du Lesotho de football                        |                     |
| Relégués en Championnat du Lesotho de football de deuxième division | Swallows Mazenod FC |
| Relégués en Championnat du Lesotho de football de deuxième division | Galaxy              |